# Aziz Sedki
Mustafá Jalil (en árabe, عزيز صدقى; El Cairo, 1 de julio de 1920 - París, 25 de enero de 2008) fue un político que ejerció como primer ministro de Egipto de 1972 a 1973.

## Biografía
Aziz Sedky se graduó en ingeniera en la Universidad de El Cairo en 1944. Se fue ahacer el doctorado deplanificación económica en la Universidad de Harvard en Cambridge (Massachusetts).
Sedky fue nombrado asesor técnico de la oficina del primer ministro egipcio en 1955, unos años después de la Revolución egipcia de 1952. Luego sirvió como miembro de tiempo completo de la junta de servicios hasta 1956.
En 1956, Sedky fue nombrado ministro de Industria por el Presidente Gamal Abdel Nasser. Entre las tareas de Sedky como ministro estaba la supervisión de un programa de industrialización, que fue financiado por la Unión Soviética. Los soviéticos fueron, al mismo tiempo, un importante aliado del Gobierno egipcio. Sedky lanzó un plan de industrialización de cinco años en 1957. Esa iniciativa se fusionó en un "plan general de desarrollo quinquenal", que duró desde 1961 hasta 1965. Fue miembro de la Unión Árabe Socialista de 1962 y se convirtió en parte de su unidad secreta, la Vanguardia Socialista (en árabe: al-Tanzim al-Tali‘i), que también se llamaba Organización de Vanguardia, en 1963 cuando se estableció la unidad.
Sedky fue promovido a vice primer ministro responsable de la industria y los recursos minerales en 1964. Simultáneamente, también se convirtió en el ministro de petróleo y recursos minerales en 1964. En noviembre de 1970, Sedky fue nombrado vice primer ministro de comercio.
Sedky fue nombrado Primer ministro de Egipto el 16 de enero de 1972, después de la renuncia de Mahmoud Fawzi. Estuvo en el cargo hasta 26 de marzo de 1973 cuando fue reemplazado por Anwar Sadat.